# Кеннеди, Миранда
Миранда Кеннеди (англ. Miranda Kennedy, род. 1975) — американская журналистка и писательница. Её первая книга «Боком на скутере: жизнь и любовь в Индии» (англ. Sideways on a Scooter: Life and Love in India) была опубликована издательством Random House в 2011 году. Книга представляет собой отчасти мемуары, отчасти документальное повествование, в котором рассказывается история нескольких индийских женщин, описывается медленный темп социальных и культурных изменений в Индии. Книга получила высокую оценку от The Washington Post, Macleans и Kirkus Reviews и др.
Кеннеди прожила пять лет в Нью-Дели (Индия), работая репортёром и освещая события в Южной Азии для National Public Radio и Marketplace Radio компании American Public Media.
Кеннеди — старший редактор NPR. Она имеет степень магистра изящных искусств в области творческой документальной литературы Беннингтон-колледжа в Вермонте и степень бакалавра Тринити-колледжа Дублина в Ирландии.